# Landkreis Bamberg
Landkreis Bamberg is een district (Landkreis) in de Duitse deelstaat Beieren. De Landkreis telt 147.497 inwoners (31 december 2020) op een oppervlakte van 1.167,37 km². Het bestuur zetelt in de stad Bamberg, die als kreisfreie Stadt zelf geen deel uitmaakt van de Landkreis.

## Steden
|  |  | Baunach       | 3.909 inwoners | 30,9 km² |
|  |  | Hallstadt     | 8.559 inwoners | 14,5 km² |
|  |  | Scheßlitz     | 7.160 inwoners | 94,9 km² |
|  |  | Schlüsselfeld | 5.753 inwoners | 70,2 km² |

## Markten
|  |  | Burgebrach    | 6.466 inwoners  | 87,9 km² |
|  |  | Burgwindheim  | 1.431 inwoners  | 37,4 km² |
|  |  | Buttenheim    | 3.320 inwoners  | 30 km²   |
|  |  | Ebrach        | 1.845 inwoners  | 29,6 km² |
|  |  | Heiligenstadt | 3.642 inwoners  | 76,7 km² |
|  |  | Hirschaid     | 11.666 inwoners | 41 km²   |
|  |  | Rattelsdorf   | 4.531 inwoners  | 39,6 km² |
|  |  | Zapfendorf    | 5.042 inwoners  | 30,6 km² |

## Gemeenten
|  |  | Altendorf                 | 1.941 inwoners | 8,6 km²  |
|  |  | Bischberg                 | 6.037 inwoners | 17,5 km² |
|  |  | Breitengüßbach            | 4.614 inwoners | 16,9 km² |
|  |  | Frensdorf                 | 4.887 inwoners | 44 km²   |
|  |  | Gerach                    | 1.005 inwoners | 7,8 km²  |
|  |  | Gundelsheim               | 3.298 inwoners | 3,8 km²  |
|  |  | Kemmern                   | 2.554 inwoners | 8,3 km²  |
|  |  | Königsfeld                | 1.352 inwoners | 42,7 km² |
|  |  | Lauter                    | 1.150 inwoners | 12,8 km² |
|  |  | Lisberg                   | 1.753 inwoners | 8,4 km²  |
|  |  | Litzendorf                | 6.045 inwoners | 25,9 km² |
|  |  | Memmelsdorf               | 8.997 inwoners | 26,2 km² |
|  |  | Oberhaid                  | 4.668 inwoners | 27,2 km² |
|  |  | Pettstadt                 | 1.917 inwoners | 9,9 km²  |
|  |  | Pommersfelden             | 2.937 inwoners | 35,7 km² |
|  |  | Priesendorf               | 1.534 inwoners | 8,4 km²  |
|  |  | Reckendorf                | 2.043 inwoners | 13,1 km² |
|  |  | Schönbrunn im Steigerwald | 1.935 inwoners | 24,7 km² |
|  |  | Stadelhofen               | 1.261 inwoners | 41 km²   |
|  |  | Stegaurach                | 6.947 inwoners | 23,9 km² |
|  |  | Strullendorf              | 7.805 inwoners | 31,7 km² |
|  |  | Viereth-Trunstadt         | 3.645 inwoners | 15,8 km² |
|  |  | Walsdorf                  | 2.600 inwoners | 16,2 km² |
|  |  | Wattendorf                | 700 inwoners   | 22,2 km² |

## Verwaltungsgemeinschaften
| Verwaltungsgemeinschaft Baunach    | Baunach, Gerach, Lauter, Reckendorf |
| Verwaltungsgemeinschaft Burgebrach | Burgebrach, Schönbrunn              |
| Verwaltungsgemeinschaft Ebrach     | Burgwindheim, Ebrach                |
| Verwaltungsgemeinschaft Lisberg    | Lisberg, Priesendorf                |
| Verwaltungsgemeinschaft Steinfeld  | Königsfeld, Stadelhofen, Wattendorf |

|  | Fränkische Straße der Skulpturen  | Litzendorf    |
|  | Gügel                             | Scheßlitz     |
|  | Giechburg                         | Scheßlitz     |
|  | Kloster Ebrach                    | Ebrach        |
|  | Schloss Greifenstein              | Heiligenstadt |
|  | Sängerehrenmal Melkendorf         | Litzendorf    |
|  | St. Wenzeslaus                    | Litzendorf    |
|  | Schloss Seehof                    | Memmelsdorf   |
|  | Schloss Weißenstein               | Pommersfelden |
|  | St.-Veit- und St.-Michaels-Kirche | Heiligenstadt |

Aichach-Friedberg · Altötting · Amberg · Amberg-Sulzbach · Ansbach (stad) · Landkreis Ansbach · Aschaffenburg (stad) · Landkreis Aschaffenburg · Augsburg (stad) · Landkreis Augsburg · Bad Kissingen · Bad Tölz-Wolfratshausen · Bamberg (stad) · Landkreis Bamberg · Bayreuth (stad) · Landkreis Bayreuth · Berchtesgadener Land · Cham · Coburg (stad) · Landkreis Coburg · Dachau · Deggendorf · Dillingen an der Donau · Dingolfing Landau · Donau-Ries · Ebersberg · Eichstätt · Erding · Erlangen · Erlangen-Höchstadt · Forchheim · Freising · Feyung-Grafenau · Fürstenfeldbruck · Fürth (stad) · Landkreis Fürth · Garmisch-Partenkirchen · Günzburg · Haßberge · Hof (stad) · Landkreis Hof · Ingolstadt · Kaufbeuren · Kelheim · Kempten im Allgäu · Kitzingen · Kronach · Kulmbach · Landsberg am Lech · Landshut (stad) · Landkreis Landshut · Lichtenfels · Lindau · Main-Spessart · Memmingen · Miesbach · Miltenberg · Mühldorf am Inn · München · Landkreis München · Neuburg-Schrobenhausen · Neumarkt in der Oberpfalz · Neurenberg · Neustadt an der Aisch-Bad Windsheim · Neustadt an der Waldnaab · Neu-Ulm · Nürnberger Land · Oberallgäu · Ostallgäu · Passau (stad) · Landkreis Passau · Pfaffenhofen an der Ilm · Regen · Regensburg (stad) · Landkreis Regensburg · Rhön-Grabfeld · Rosenheim (stad) · Landkreis Rosenheim · Roth · Rottal-Inn · Schwabach · Schwandorf · Schweinfurt (stad) · Landkreis Schweinfurt · Starnberg · Straubing · Straubing-Bogen · Tirschenreuth · Traunstein · Unterallgäu · Weiden in der Oberpfalz · Weilheim-Schongau · Weißenburg-Gunzenhausen · Wunsiedel im Fichtelgebirge · Würzburg (stad) · Landkreis Würzburg
Altendorf ·
Baunach ·
Bischberg ·
Breitengüßbach ·
Burgebrach ·
Burgwindheim ·
Buttenheim ·
Ebrach ·
Frensdorf ·
Gerach ·
Gundelsheim ·
Hallstadt ·
Heiligenstadt i.OFr. ·
Hirschaid ·
Kemmern ·
Königsfeld ·
Lauter ·
Lisberg ·
Litzendorf ·
Memmelsdorf ·
Oberhaid ·
Pettstadt ·
Pommersfelden ·
Priesendorf ·
Rattelsdorf ·
Reckendorf ·
Scheßlitz ·
Schlüsselfeld ·
Schönbrunn i.Steigerwald ·
Stadelhofen ·
Stegaurach ·
Strullendorf ·
Viereth-Trunstadt ·
Walsdorf ·
Wattendorf ·
Zapfendorf